# Martine Beaugrand
Pour les articles homonymes, voir Beaugrand.
Martine Beaugrand, née le 15 mars 1961 et morte le 9 juillet 2024, est une agente immobilière et femme politique québécoise.
Conseillère municipale du district de Fabreville à Laval à partir de novembre 2009, elle occupe de façon intérimaire la fonction de mairesse de Laval du 3 juillet au 13 novembre 2013. Elle est la première femme, et toujours la seule en 2021, à occuper la fonction de mairesse de Laval.

## Biographie
Née le 15 mars 1961, Martine Beaugrand est élue conseillère municipale à Laval du district Fabreville lors des élections municipales du 1er novembre 2009.
Martine Beaugrand accède à la mairie de Laval dans des circonstances particulières. Le maire en poste depuis 1989, Gilles Vaillancourt, démissionne en novembre 2012 à la suite de perquisitions menées par l'Unité permanente anticorruption et à des allégations subséquentes de corruption. Lui succède, le conseiller municipal de Saint-Martin, Alexandre Duplessis, qui démissionne en juin 2013, à la suite d'une histoire ambiguë où il aurait été victime d'extorsion de la part de deux femmes desquelles il aurait requis des services sexuels.
Beaugrand est donc élue par acclamation par ses pairs au conseil municipal, le 3 juillet 2013 et occupe la fonction de mairesse jusqu'aux élections municipales qui se tiennent le 3 novembre suivant. Diplômée de l'École des Hautes études commerciales de Montréal, elle occupe, avant d'être mairesse, diverses fonctions dans le milieu de l'administration d'établissements hospitaliers. Après son mandat de quelques mois à titre de mairesse, elle se retire de la politique et de la vie publique et pratique l'emploi de courtière immobilière.
Martine Beaugrand meurt le 9 juillet 2024,.